# Église Saint-Pierre de Vignes
L'église de Vignes est une église située à Vignes, dans le département de l'Yonne, en France.

## Description
L'église construite au début du XIIe siècle est dédiée à Saint-Pierre dont une statue figure sur le portail du porche. L'édifice est inscrit au titre des monuments historiques en 1983.

## Historique
En 1145, l’évêque de Langres donna l’église de Vignes à l’abbaye de Moutiers-Saint-Jean : le chœur ainsi que la travée d’avant-chœur et ses chapelles sont les vestiges de cet édifice vraisemblablement construit au début du XIIe siècle. La nef fut reconstruite au XIIIe siècle : il n’en subsiste que le mur antérieur et sa porte car il fallut à nouveau reconstruire la nef au XVIe siècle ; l’ancien porche, datant lui aussi du XIIIe siècle, est également conservé. La sacristie date vraisemblablement de la première moitié du XIXe siècle.
La nef est couverte de voûtes d'ogives formant trois travées. La travée d’avant-chœur, sous clocher, est couverte d’un berceau plein cintre transversal et flanquée de deux chapelles couvertes d’un berceau plein-cintre également transversal mais beaucoup plus bas. Un berceau brisé couvre le chœur.
De nombreuses dalles tumulaires, aux légendes en lettres gothiques très usées, témoignent de l'importance ancienne de la paroisse nommée Vignes-lès-Guillon dans un acte de donation, daté de 1422, en faveur de "Jehan Davout, escuyer, à présent seigneur de Senailly en partye" et dont les descendants n'ont pas cessé de résider à Vignes.

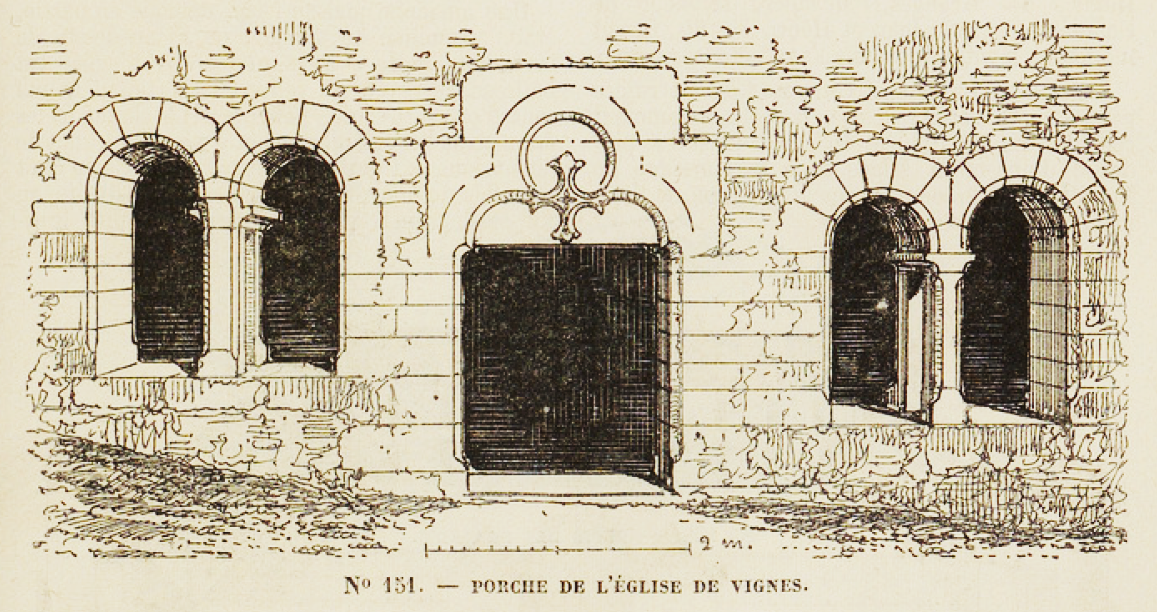
Porche, dessin de Victor Petit, 1870.
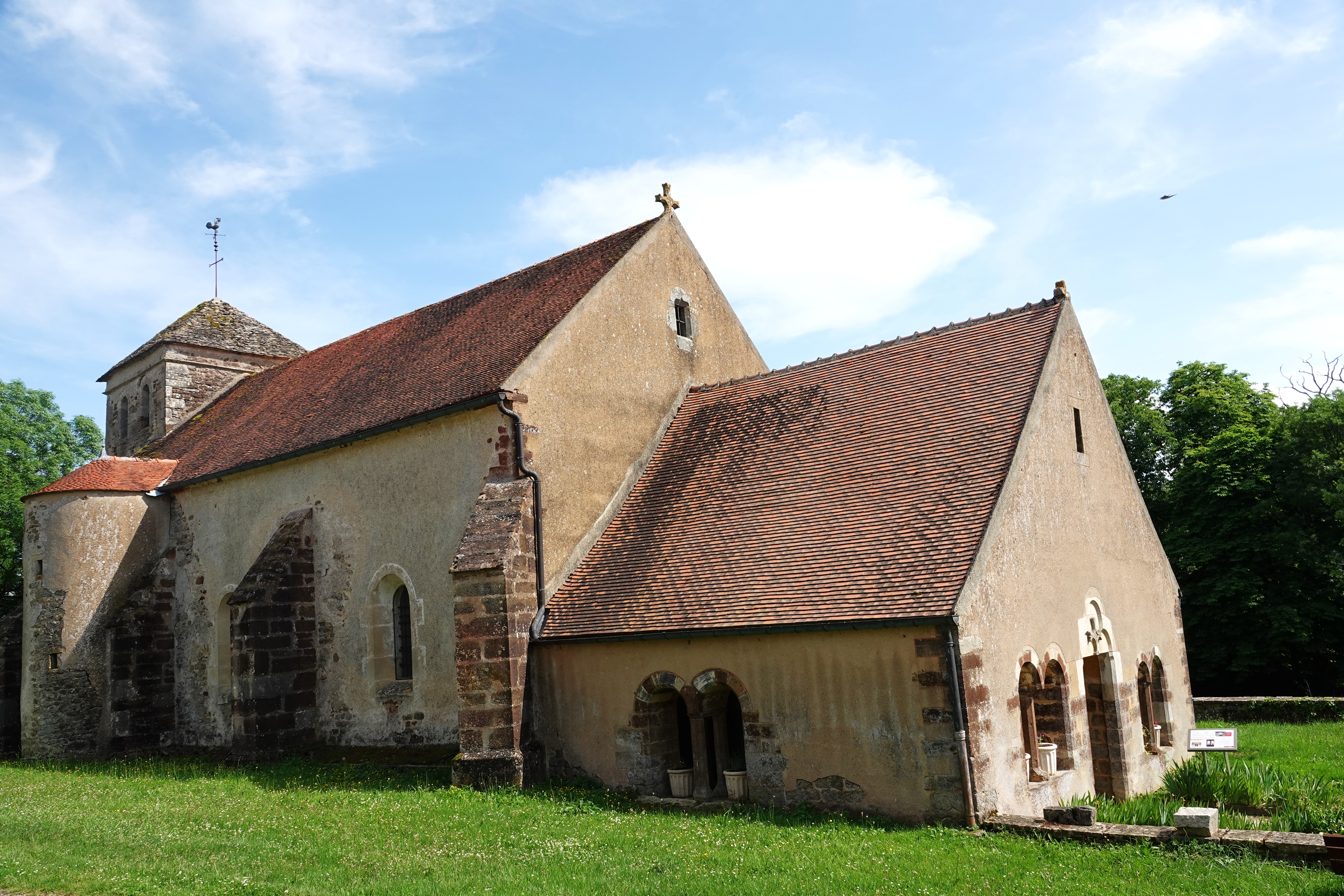
Église.
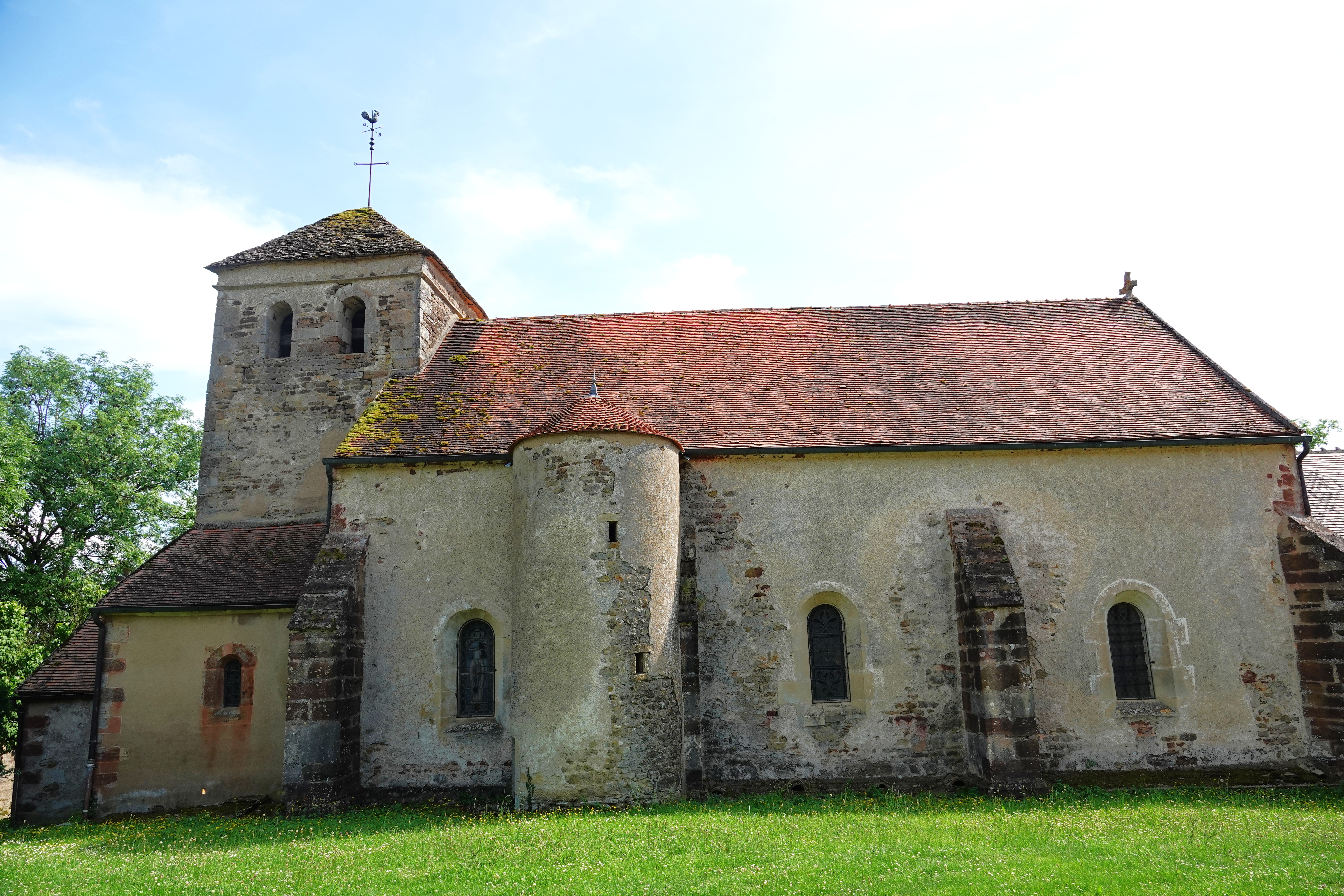
Église.
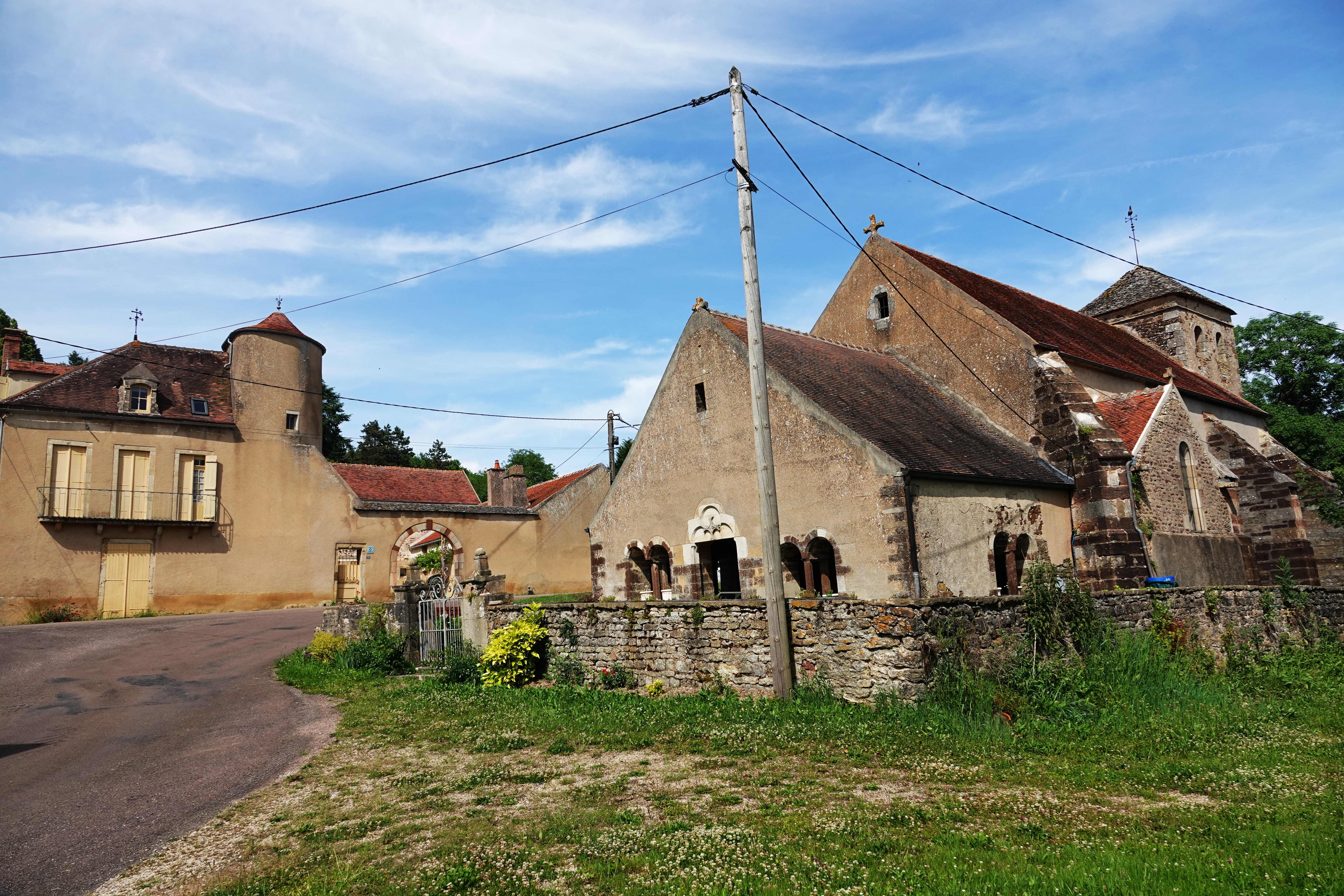
Église.
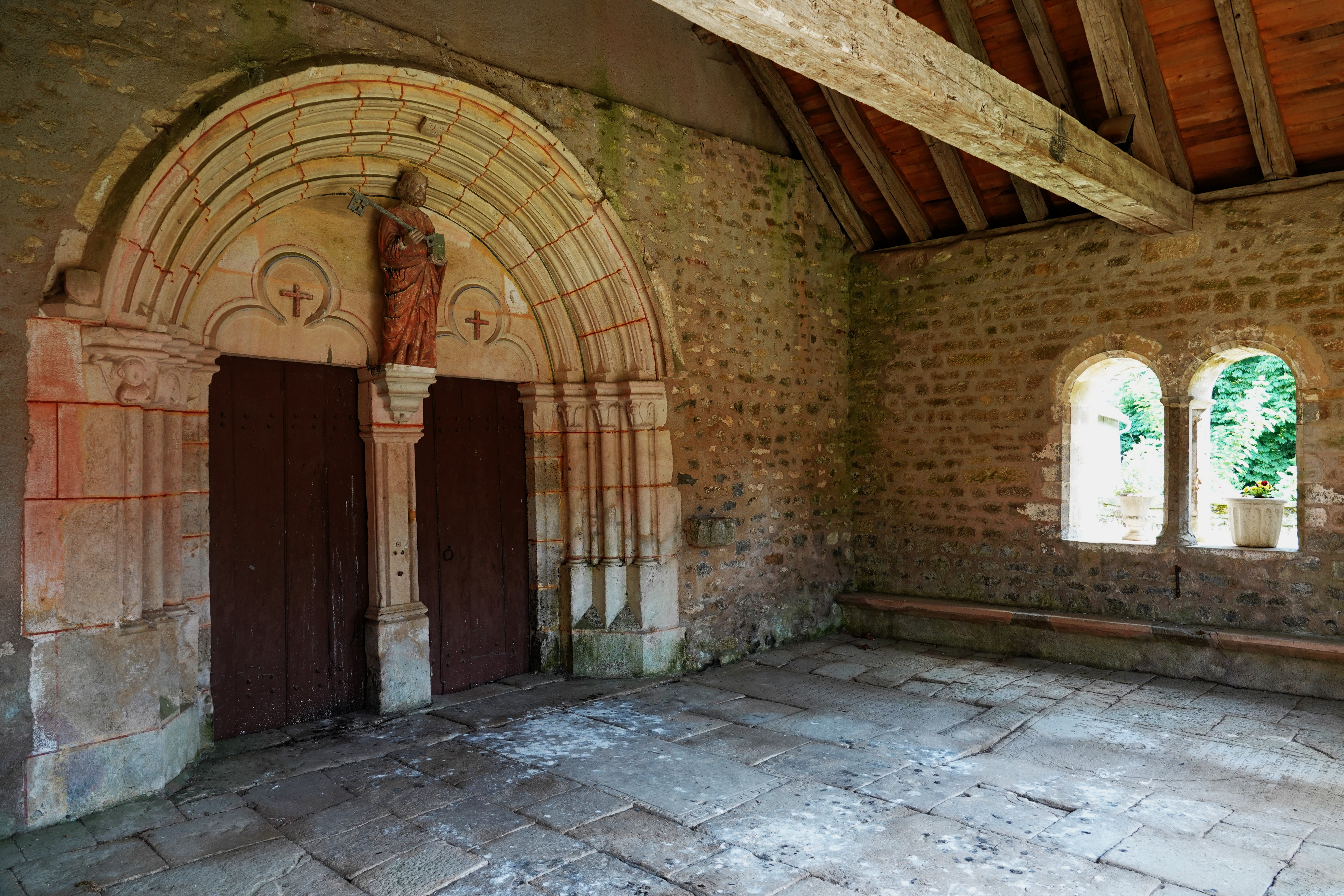
porche.
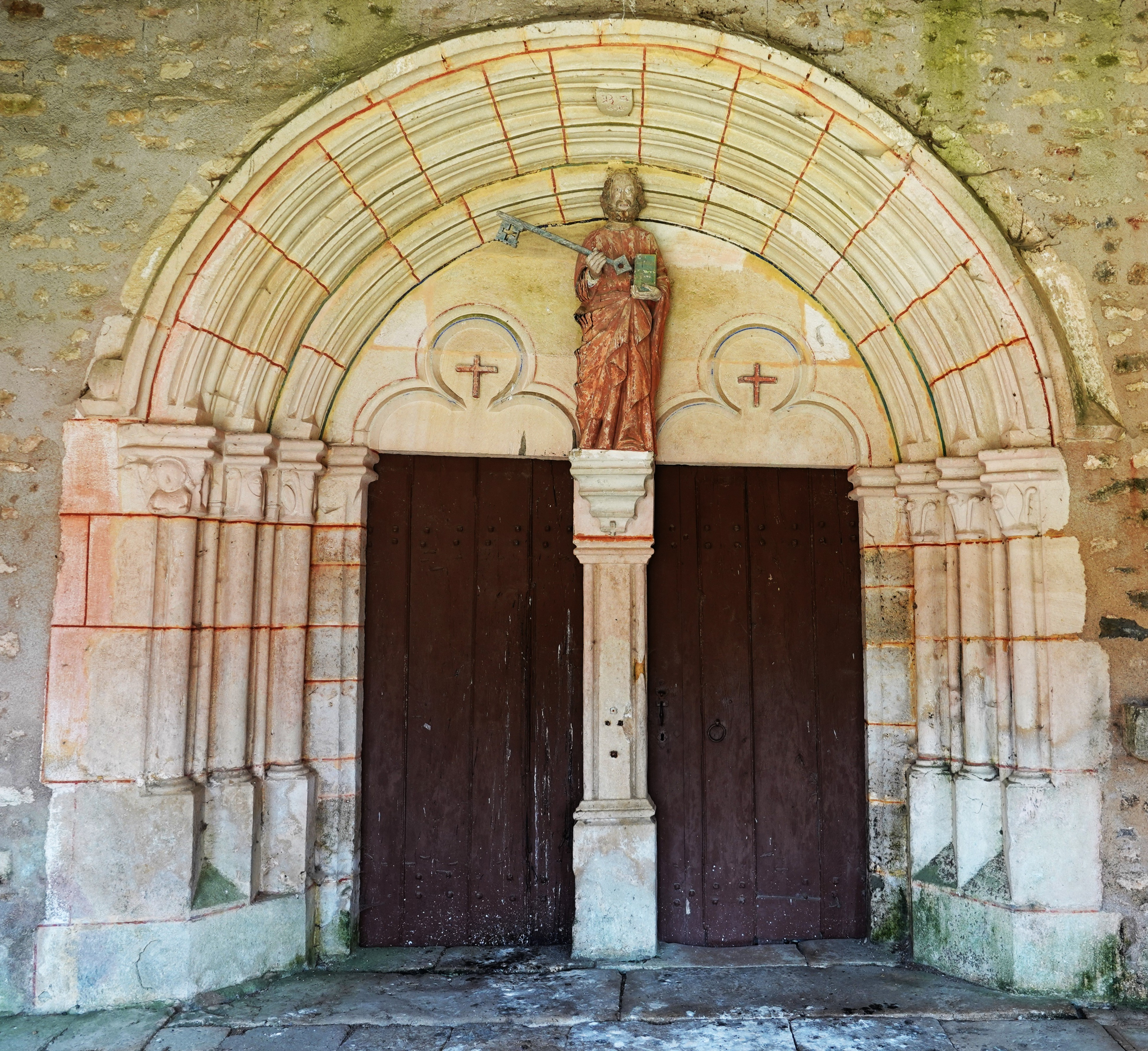
Portail.
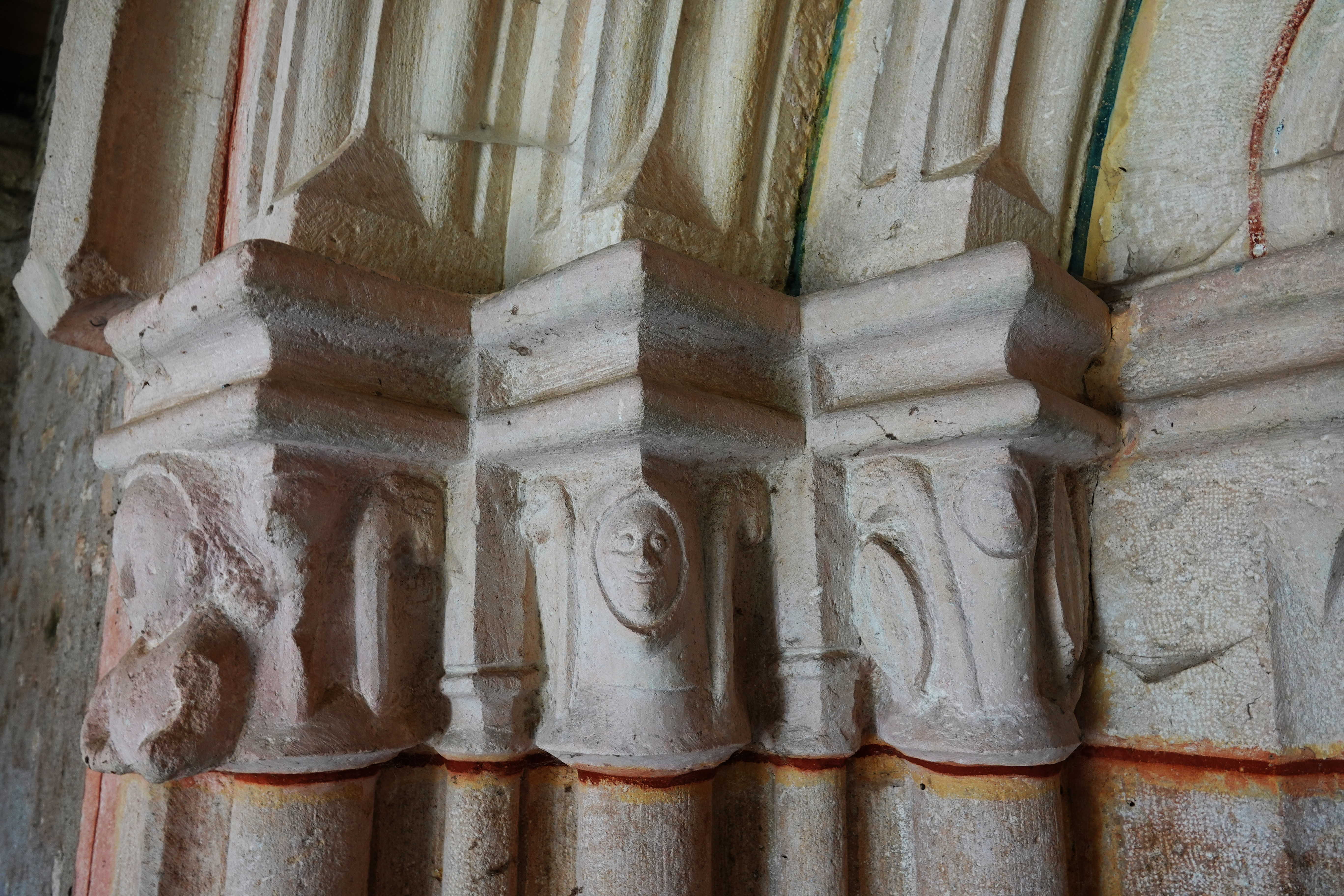
Chapiteau du porche.
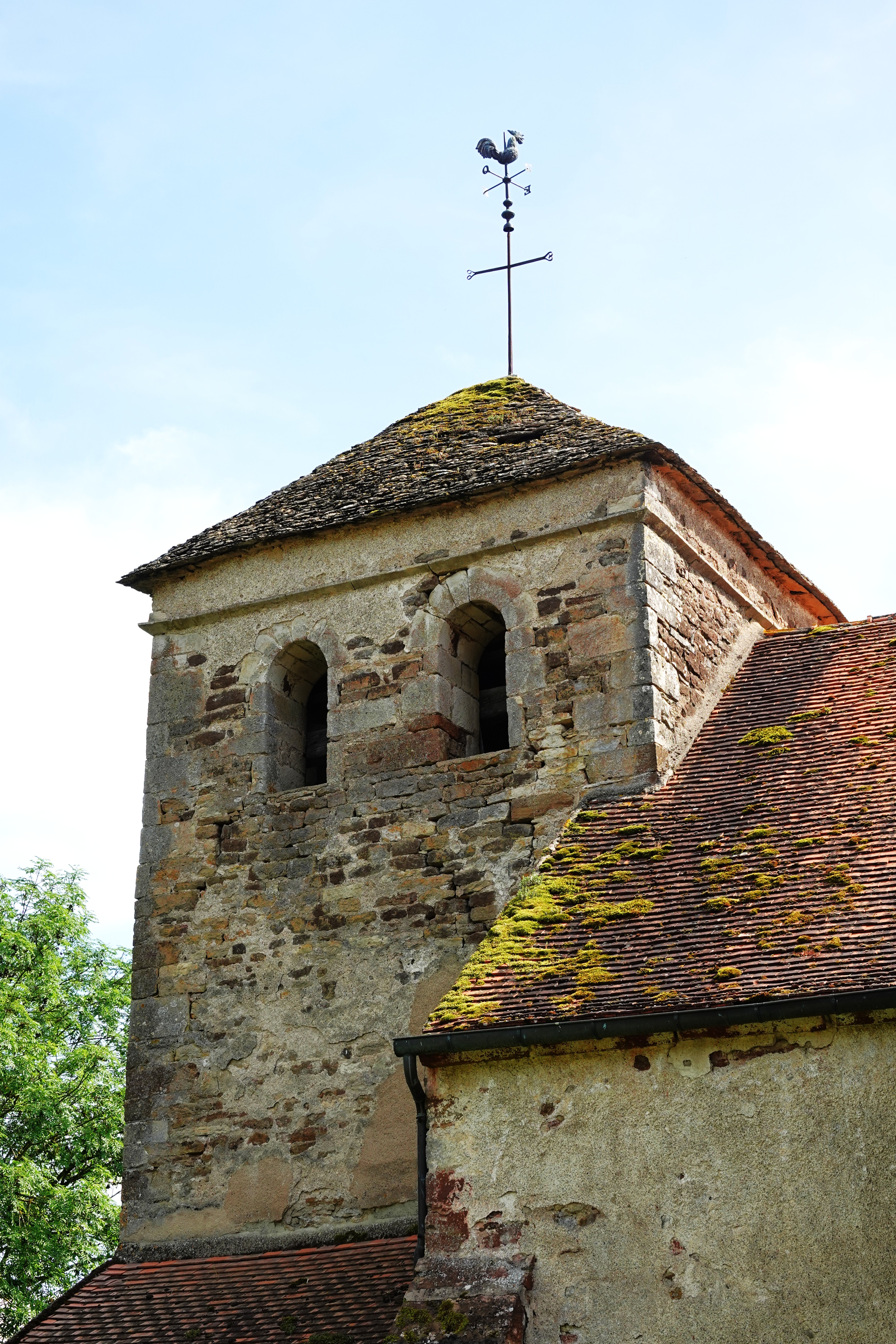
Clocher.